# برايان كرونين
برايان كرونين هو مدرس وسياسي أمريكي، ولد في 16 سبتمبر 1970 في نيويورك في الولايات المتحدة. نشط حزبياً في الحزب الديمقراطي. وقد انتخب عضو مجلس نواب ايداهو ‏.

## وصلات خارجية
- الموقع الرسمي